# 高教會派

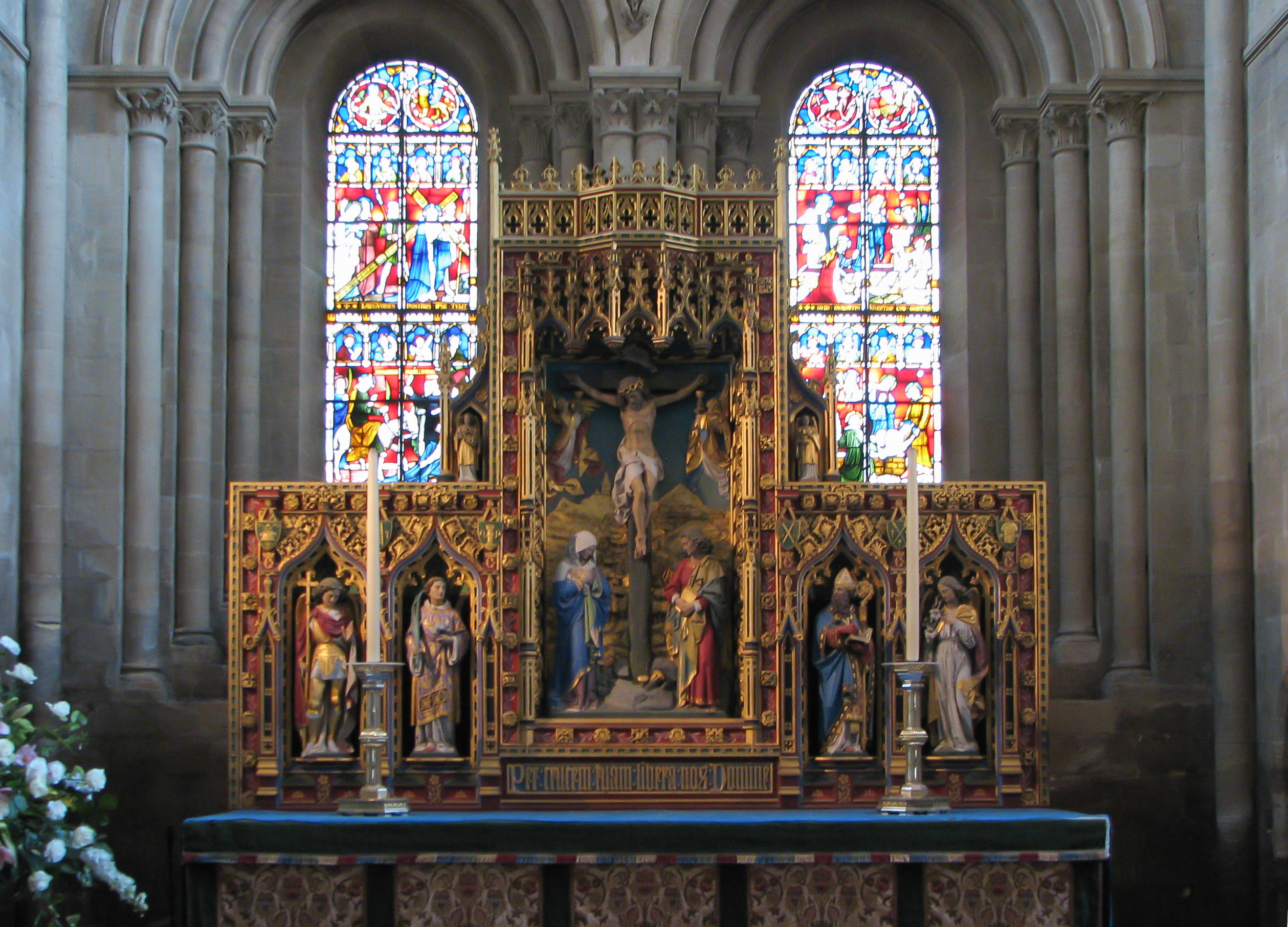
高教會派的教堂內部通常裝飾華麗，並陳設十架苦像。位於牛津的基督堂座堂主祭壇。

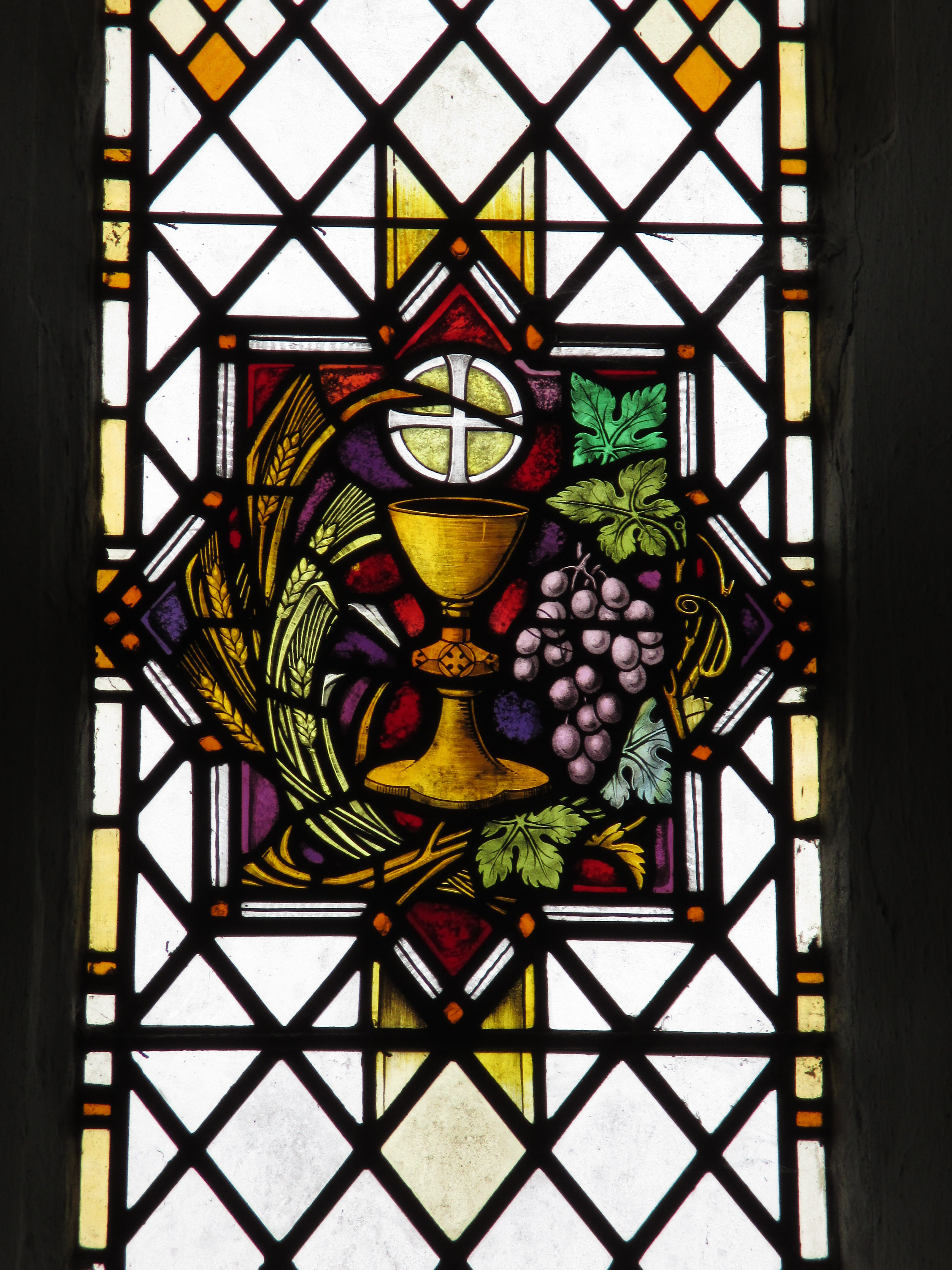
聖體血，彩繪玻璃窗，位於英格蘭東薩塞克斯郡雷威斯的聖安妮堂（St Anne’s Church, Lewes）。

高教會派，亦稱高派教會，是指基督新教裡的一種信仰模式和教會傳統，該派崇尙古老繁華的禮儀，主張大量恢復天主教會傳統（主要指禮儀、美學、制度方面，不涉及神學、教義或教會學），這個術語源自聖公宗並通常專指聖公會內部的高教會派，因此也被稱為「盎格魯公教派」，但其他教派如路德宗、長老宗、循道宗也有高教會派。與之對立的低教會派主張簡化教會禮拜儀式，思想上傾向清教徒團體。

## 簡史
在18、19世紀時，聖公宗內部發展出自由主義和福音復興運動，有別於前二者，此時的古典聖公宗被稱為「高教會派」或「正統派」。當時的高教會派信徒重視使徒統緒，他們認為必須擁有這種傳承才能代表普世教會的大公性。他們主張《聖經》至上，接受基本信條、教理問答以及公禱書的權威性，並珍視早期教父的著作。他們非常重視教條，強調「聖禮所帶來的恩典」這一教義。因為他們認為在聖禮恩典的滋養下，再以善功為基礎，信徒就可以獲得實用的內在靈性。與此相反的則是被認為是由聖靈催動的主觀體驗，這種體驗通常表現為無規則、難駕馭。最後，他們支持君王的權力，視國家的形成創立為神聖力量，是為天命。這些觀點被統稱為「教會原理」（Church Principles）。:624
19世紀時，由約書亞·華特遜、威廉·范·米爾德特、查爾斯·曼勒-薩頓、塞缪尔·威伯福斯等人領導的哈克尼方陣就是典型的高教會派或聖公宗正統派運動。高教會派受到19世紀興起的牛津運動和安立甘大公主義的衝擊，牛津運動原本是由幾名高教會派的教士發起，但最終演變成安立甘大公主義運動。其中的主要人物若望·亨利·紐曼更是直接改宗了天主教會。不過在彼得·班奈狄克·諾克斯（Peter Benedict Nockles）的著作於1994年出版後，人們開始重新發現高教會派。:624

## 與盎格魯大公主義的區別
高教會派與盎格魯大公主義經常相互混淆，現時人們傾向將福音派聖公會等同於低教會派，將盎格魯大公主義教派等同於高教會派，但其實它們並非完全相同。「高教會派」一詞最初出現於17世紀末的英格蘭教會，但這種傳統或思想在伊莉莎白一世時代（1533－1603）就已經存在。盎格魯大公主義則是由19世紀的牛津運動演變而來，這場運動更新了高教會派的傳承。
高教會派信徒重視聖禮的美感，他們追求宗教改革之前的古教會崇拜儀式。17世紀的卡洛林神學家兼坎特伯里大主教威廉·勞德是高教會派觀點的先驅之一，而卡洛林神學家本身就同高教會派淵源深厚。他們信奉中庸折衷之道的同時亦重視裝飾的精緻和禮儀之美，這兩者的結合將他們和主張樸素及簡化禮儀的清教徒對立起來，同時也和受天主教會傳統影響極深的盎格魯大公主義大不相同。特別是發展到後期的盎格魯大公主義開始鼓勵信徒敬禮聖母，某些更加「正統」的盎格魯大公信徒認可教宗的權力，甚至尋求和天主教會完全共融。而高教會派信徒通常是不會認同這些觀點的。

### 聖公宗高教會派教堂
英國
- 聖約翰堂 (沃明斯特)
- 聖喬治堂 (貝爾法斯特)（英语：St George's Church, Belfast）
- 聖馬利亞堂 (肯辛頓)（英语：St Mary Abbots）
- 約克大教堂
- 瑪格麗特街諸聖堂
- 卡萊爾座堂
- 布里斯托座堂
- 紐卡斯爾座堂
- 小聖馬利亞堂
- 聖馬利亞協同教堂
- 聖彼得學院教堂
- 諾丁山聖約翰堂
- 諾丁山諸聖堂
- 蒂克斯伯里修道院
- 聖母瑪利亞大學教堂
- 諸聖堂 (波普拉)（英语：All Saints Church, Poplar）
- 諸聖教堂 (北安普敦)
- 聖喬治禮拜堂 (溫莎城堡)
- 童貞聖瑪嘉烈堂 (普瑞斯維奇)（英语：St Margaret's Church, Prestwich）
- 聖馬提亞堂 (斯托克紐因頓)（英语：St. Matthias' Church, Stoke Newington）
- 聖皮瑞小聖堂 (翠士維)（英语：St Piran's Chapel, Trethevy）
- 牧愛堂 (布萊頓)（英语：Church of the Good Shepherd, Brighton）
- 聖馬丁堂 (布萊頓)（英语：St Martin's Church, Brighton）
- 聖保羅堂 (布萊頓)
- 聖米迦勒暨諸天使堂 (布萊頓)
- 聖米迦勒暨諸天使堂 (愛思德)（英语：St Michael and All Angels Church, Mount Dinham, Exeter）
- 聖米迦勒暨諸天使堂 (印威內斯)（英语：St Michael & All Angels, Inverness）
- 諸聖堂 (霍夫)（英语：All Saints Hove）
- 聖巴拿巴堂 (霍夫)（英语：St Barnabas Church, Hove）
- 聖約翰堂 (巴爾茅夫)（英语：St John's Church, Barmouth）
- 聖戴維堂 (巴爾茅夫)（英语：St David's Church, Barmouth）
- 童貞聖馬利亞暨諸靈堂 (布林韋爾)（英语：Church of St Mary the Virgin and All Souls, Bulwell）
- 聖保羅堂 (戴勃魯克)（英语：St Paul's Church, Daybrook）
- 聖馬可堂 (曼斯菲爾德)（英语：St Mark's Church, Mansfield）
- 諸聖堂 (康和郡法爾茅夫)（英语：All Saints' Church, Falmouth）
- 施洗聖約翰堂 (賽倫賽斯特)（英语：Church of St. John the Baptist, Cirencester）
- 聖三一堂 (文特諾)（英语：Holy Trinity Church, Ventnor）
- 聖瑪娣莉安納堂 (廷塔哲)（英语：St Materiana's Church, Tintagel）
- 聖依拉略堂 (康和郡聖希拉瑞)（英语：St Hilary's Church, St Hilary (Cornwall)）
- 諸聖堂 (朗尼)（英语：Church of All Saints, Nunney）
- 童貞聖馬利亞堂 (雅確斯紀連區)（英语：St Mary the Virgin, Acocks Green）
- 聖馬利亞堂 (伊威爾)（英语：St Mary's Church, Ewell）
- 聖古斯拉堂 (迪平市場)（英语：St Guthlac's Church, Market Deeping）
- 施洗聖約翰堂 (諾丁漢)（英语：St. John the Baptist's Church, Leenside, Nottingham）
- 聖尼古拉堂 (基爾福)（英语：St Nicolas' Church, Guildford）
- 聖馬利亞及聖包德凡堂 (蘭納伯)（英语：St Mary and St Bodfan Church, Llanaber）
- 聖羅倫斯堂 (朗伊頓)（英语：St Laurence's Church, Long Eaton）
- 聖雅各堂 (漢茲沃斯)（英语：St James' Church, Handsworth）
- 聖路加堂 (沃爾森德)（英语：St Luke's Church, Wallsend）
- 蘭西學院小聖堂（英语：Lancing College Chapel）
- 殉教者聖喬治堂 (薩瑟克)（英语：St George the Martyr, Southwark）
- 聖伊莉莎白教堂 (史托克港)
- 蘇格蘭的聖瑪嘉烈堂 (亞伯丁)（英语：St Margaret of Scotland, Aberdeen）
- 聖路加堂 (布萊頓女王公園區)（英语：St Luke's Church, Queen's Park, Brighton）
- 聖安德烈堂 (沃辛)（英语：St Andrew's Church, Worthing）
- 諸聖堂 (伊夫舍姆)（英语：All Saints Church, Evesham）
- 福音書著者聖約翰堂 (海濱聖倫納德斯)（英语：St John the Evangelist's Church, St Leonards-on-Sea）
- 聖息拉堂 (布拉克本)（英语：St Silas' Church, Blackburn）
- 聖尼古拉堂 (查爾伍德)（英语：Church of St Nicholas, Charlwood）
- 聖馬利亞堂 (瑞爾)（英语：St Mary's Church, Wreay）
- 聖約翰堂 (伍爾夫漢普頓)（英语：St John's Church, Wolverhampton）

其他國家
- 聖約翰座堂 (香港)[6]:170
- 聖馬利亞協同教堂 (約爾)（英语：Collegiate Church of St Mary Youghal）
- 聖保羅代座堂
- 聖多馬使徒堂
- 三一教堂 (紐約)
- 聖雅各教堂 (雪梨)
- 聖雅各座堂 (多倫多)
- 聖彼得堂 (東墨爾本)（英语：St Peter's, Eastern Hill）
- 聖公會恩典堂 (維珍尼亞州亞歷山卓市)（英语：Grace Episcopal Church (Alexandria, Virginia)）
- 聖公會聖約翰堂 (底特律)（英语：St. John's Episcopal Church (Detroit, Michigan)）
- 聖多馬堂 (曼哈頓)（英语：Saint Thomas Church (Manhattan)）
- 聖馬太座堂 (達拉斯)（英语：Cathedral Church of Saint Matthew (Dallas)）
- 聖公會聖約翰堂 (北卡羅萊納州費耶特維爾市)（英语：St. John's Episcopal Church (Fayetteville, North Carolina)）
- 諸聖座堂 (阿伯尼)（英语：Cathedral of All Saints (Albany, New York)）
- 福音書著者聖約翰堂 (蒙特婁)（英语：Church of St. John the Evangelist (Montreal)）
- 聖公會諸聖堂 (布里斯本)（英语：All Saints Anglican Church, Brisbane）
- 道成肉身堂 (達拉斯)（英语：Church of the Incarnation (Dallas, Texas)）
- 聖喬治堂 (哈利法斯)（英语：St. George's (Round) Church, Halifax, Nova Scotia）
- 施洗聖約翰座堂 (墨累橋)（英语：St John the Baptist Cathedral, Murray Bridge）
- 聖巴托羅繆堂 (伯利)（英语：St Bartholomew's Church, Burnley）
- 諸聖堂 (格蘭治葛曼)（英语：All Saints Church, Grangegorman）
- 聖公會諸聖堂 (韋夫蘭)（英语：All Saints Episcopal Church, Waveland (Jensen Beach, Florida)）
- 聖波尼法爵堂 (傑米斯頓)（英语：St Boniface Church, Germiston）
- 三一堂 (紐澤西州普林斯頓)（英语：Trinity Church, Princeton）
- 基督堂 (印度海德拉巴)（英语：Christ Church (Hyderabad)）
- 聖喬治堂 (印度海德拉巴)（英语：St. George's Church, Hyderabad）
- 諸聖堂 (塞康德拉巴德)（英语：All Saints Church (Secunderabad)）
- 聖保羅座堂 (瑟爾)（英语：St Paul's Cathedral, Sale）
- 聖保羅座堂 (班迪哥)（英语：St Paul's Cathedral, Bendigo）
- 聖公會諸聖堂 (羅德岱堡)（英语：All Saints Episcopal Church (Fort Lauderdale, Florida)）
- 聖公會恩典堂 (紐澤西州麥迪遜)（英语：Grace Episcopal Church (Madison, New Jersey)）
- 聖公會聖彼得堂 (紐澤西州莫里斯敦)（英语：St. Peter's Episcopal Church (Morristown, New Jersey)）
- 牧愛堂 (賓夕法尼亞州羅斯芒特)（英语：Church of the Good Shepherd (Rosemont, Pennsylvania)）

## 信义宗的高派
20世纪部分国家的信义宗教会也曾有过旨在恢复过去天主教會礼仪的高派运动。信义宗高派主要分布于北欧地区与波罗的海国家。

### 信义宗高教會派教堂
瑞典
- 斯特蘭奈斯主教座堂
- 瑪麗斯塔德主教座堂

芬蘭
- 斯特蘭奈斯主教座堂
- 瑪麗斯塔德主教座堂